# Rödhalsad tigerhäger
Rödhalsad tigerhäger (Tigrisoma lineatum) är en fågel i familjen hägrar. Den förekommer från södra Mexiko vidare genom Centralamerika och in i Sydamerika öster om Anderna till norra Argentina. IUCN kategoriserar den som livskraftig.

## Utseende
Rödhalsad tigerhäger är en 66–76 cm lång häger med lång och tjock hals. Den är djupt rödbrun på huvud, hals och bröst, med ett vitt streck på halsens mitt. Resten av undersidan är beigebrun med svartvitbandade flanker. På ryggen, vingarna och stjärten är den svartmarmorerat beigebrun. Näbben är tydligt gul, benen matt gröna. Ungfågeln är huvudsakligen kanelbrun med breda svarta band, med ljusare undersida.

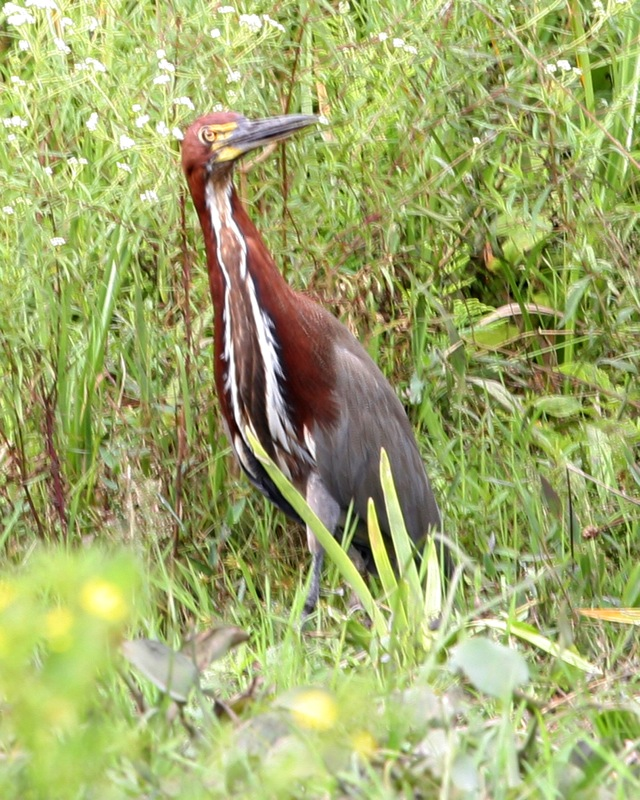
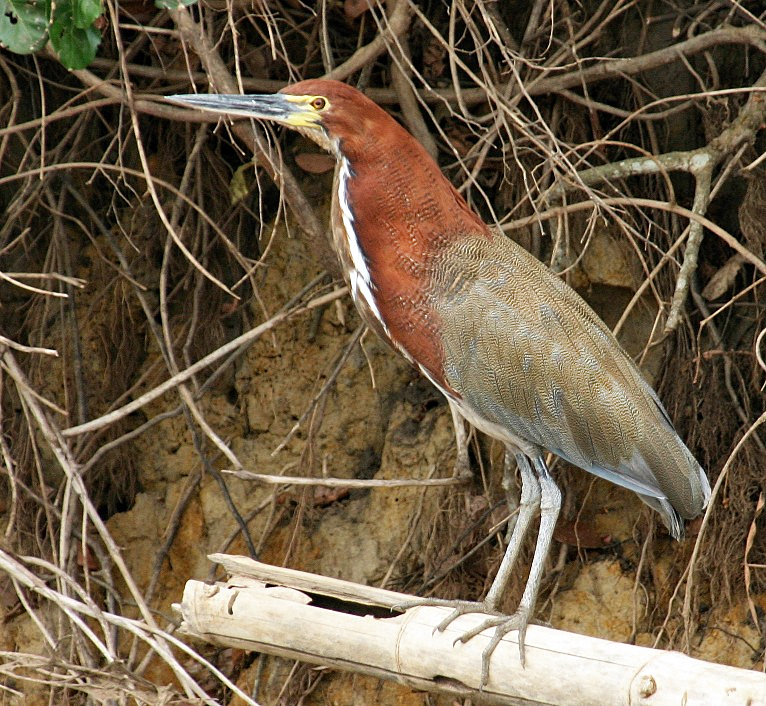
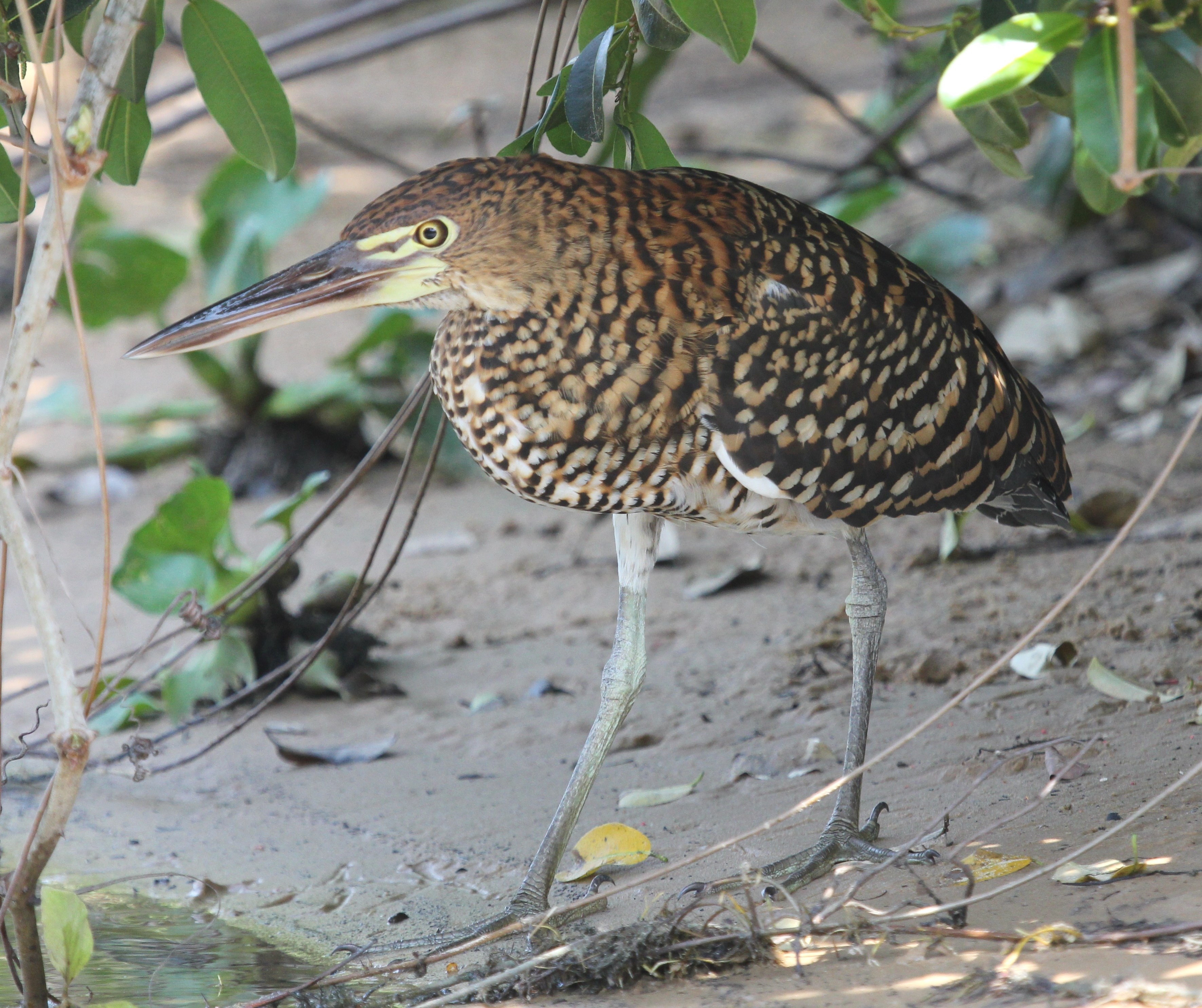
Juvenil
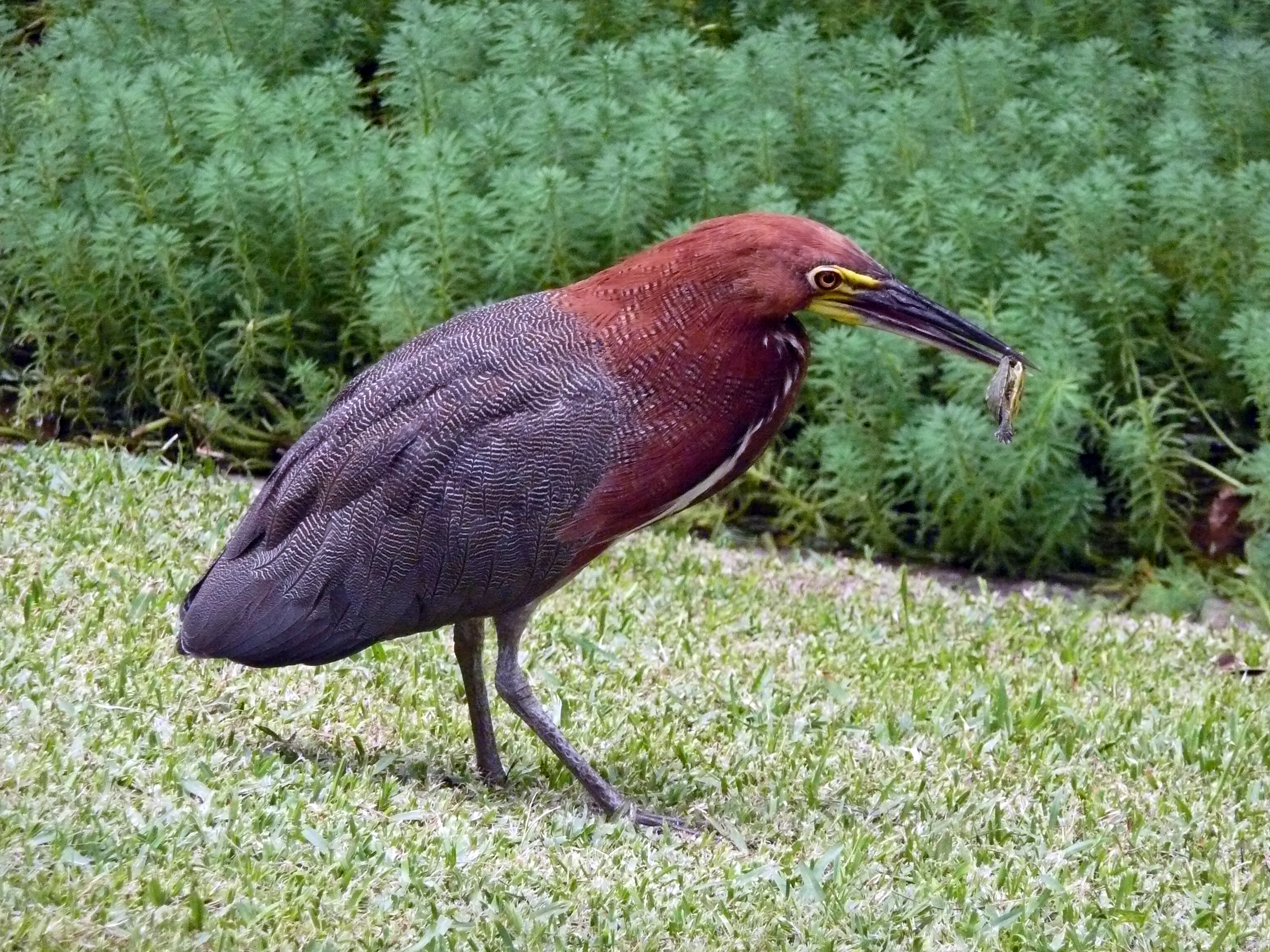

## Läte
Bland lätena hörs en snabb serie, "wok-wok-wok", som avstannar och försvinner, alternativt en liknande serie med parformade "hoo-hoo... hoo-hoo...". Även ett utdraget dånande läte som stiger markant på slutet har också noterats.

## Utbredning och systematik
Rödhalsad tigerhäger delas in i två underarter med följande utbredning:
- Tigrisoma lineatum lineatum – förekommer i sydöstra Mexiko, i Amazonområdet i Brasilien och i norra Argentina
- Tigrisoma lineatum marmoratum – förekommer från centrala Bolivia till östra Brasilien och nordöstra Argentina

## Status och hot
Arten har ett stort utbredningsområde och en stor population med okänd utveckling. Utifrån dessa kriterier kategoriserar IUCN arten som livskraftig (LC).